# Тираносаурус
Тираносаурус (име значи „гуштер-тиранин”) је био род тероподних диносауруса који се појавио на прелазу из кампанијске у мастрихтијску епоху доба креде, пре око 72.7 милиона година, а постојао је све до нестанка нонавијалних диносауруса, отприлике 66 милиона година пре нове ере. Величина ових животиња варирала је од 11,8m до 16m у дужини и око 3,7m до 4,8m у висини карлице. Имали су мале и неразвијене предње удове, али новије студије њихове мускулатуре показују да су упркос малој величини били у могућности да подигну нешто тежине данашње краве. На снажном и развијеном врату налазила се огромна глава са чељустима у којима се налазило и до 70 оштрих зуба који су достизали дужину до 30cm, и заједно са канџама на задњим удовима представљали су убојито оружје овог крупног месоједа.

## Бихевиорална биологија

### Чула
Студије неурокранијалне анатомије тираносауруса показале су да је поседовао изузетно велико олфакторно ткиво, које представља центар за мирис у мозгу. Његово олфакторно ткиво било је пропорционално неколико пута веће од олфакторног ткива савремених алигатора, који су познати по свом веома израженом чулу мириса. Орбиталне фенестре су биле постављене на предњој страни кранијума, дајући му бинокуларни вид бољи него код савремених птица грабљивица, са вероватно ширим спектром боја. Тираносаурус је имао карактеристичне сензоре на стопалима задњих екстремитета, који су били повезани са средњим увом, и тако могли да осете вибрације из земље са епицентром километрима удаљеним. У позадини кранијума су се налазиле ваздушне коморе које су такође водиле до средњег ува, што је појачавало тираносаурусову осетљивост на инфразвук. Данашњи слонови, делфини и китови користе инфразвук за вокалну комуникацију, али га делфини и китови користе и да ехолоцирају плен, а тираносаурус је ово највероватније користио на исти начин. Био је дугачак од 10-16 метара, висок од 5,4-6,8 метара и тежак од 6000-11800кг.

### Начин живота
Палеонтолог Фил Кари изнео је хипотезу да је тираносаурус највероватније живео у чопорима, засновано на фосилним примерцима пронађеним у групама његових блиских филогенетичких рођака, попут албертосауруса, тарбосауруса и дасплетосауруса. Кари сматра да је социјална предација код тираносауруса била кључна, јер је већина тираносаурусовог потенцијалног плена била или бржа од њега (орнитомимус, дромицеиомимус), или боље заштићена (анкилосаурус, трицератопс). Тираносаурус је такође имао довољно развијен церебрум за овакве когнитивне способности. Ипак, палеонтолог Лоренс Витмер изнео је другачију хипотезу - хипотезу о комуналној предацији. Модерни комодо-змајеви практикују овакав начин предације. Привремено се скупљају у мале групице да би лакше уловили већи плен, али сваки лови за себе. Хипотеза социјалне предације сматра се најприхватљивијом, због недавно пронађених отисака стопала тираносауруса, који имплицирају да се неколико јединки кретало заједно. Палеонтолози Фил Менинг, Кит Ригби и Питер Ларсон сматрају да су тираносауруси неговали једни друге унутар чопора, будући да постоје примерци који нису могли активно да лове, попут такозваног „Вајрекса” коме недостаје чак пола репа, или код „Сју”, која такође показује велики број озбиљних патологија, а очигледно је да су преживљавали. Једно од могућих објашњења је да им је неко доносио храну.

### Начин лова
Тираносаурус је искључиво био активан предатор, који је могао да потрчи брзином до 36 километара на час, иако поједини палеонтолози сматрајy да је био и опортуниста. Његов плен су углавном били велики диносауруси биљоједи, попут рогатиx цератопсида и хадросаура, „паткокљуних” биљоједа. Остатке његовог плена користили су мањи рептили, као и сисари. Пронађен је примерак Хадросауруса са Тираносаурусовим зубом који је урастао у његов каудални пршљен, што доказује да је Тираносаурус напао животињу, али је она преживела и рана је зарасла.

## Онтогеничке промене
Мали филогенетски сродник тираносауруса, познат као нанотиранус (Nanotyrannus lancensis?) се у новијим студијама убраја у јуниорске синониме тираносауруса. Иако се палеонтолози попут Роберта Бакера, Фила Карија и Питера Ларсона противе овој идеји, због специфичних морфолошких аутопоморфија код нанотирануса, највећи део палеонтолошке заједнице прихвата ову идеју. Палеонтолози Томас Кар и Џек Хорнер изнели су неке непобитне доказе да нанотиранус заиста представља младог тираносауруса. Код свих примерака нанотирануса структура кости много је „сунђерастија” него код одраслих индивидуа тираносауруса, што имплицира да су још биле незреле, а студије коштане хистологије показале су да ни један од пронађених примерака нанотирануса није старији од 11 година. За тираносауруса је познато да је кроз онтогенију губио зубе, те стога већи примерци већином имају мањи број зуба од мањих. Нанотиранусов број зуба у дентарији износи 16-17, док код одраслих тираносауруса варира између 12 и 13, што опет представља један од доказа да је нанотиранус млађи стадијум развоја тираносауруса. Такође, палеонтолог Џек Хорнер пронашао је и један примерак младог тираносауруса, под називом „B-rex” који представља морфолошку и онтогеничку везу између нанотирануса и тираносауруса. Хистолошке анализе показале су да је старији од свих пронађених примерака нанотирануса, а млађи од свих пронађених тираносауруса, а такође је имао и средњи број зуба, као и морфолошке карактеристике виђене код обе „врсте”.
Млађи тираносауруси су били много грацилнији од одраслих индивидуа. Имали су дуже и другачије грађене задње екстремитете, што упућује на већу брзину трчања него код одраслих. Овај прелаз из грацилне у робусну форму, односно из брзе у релативно спору животињу током онтогеничког развоја, не виђа се само код тираносауруса, већ и код његових блиских сродника, попут албертосауруса и горгосауруса. Ова чињеница подржава идеју о социјалној предацији, и алудира на то да су млађе индивидуе можда гониле плен, док су старије примењивале силу да плен усмрте.

## Порекло
Еволутивно порекло тираносауруса и даље је помало контроверзна тема, без обзира на то што је тираносаурус несумњиво један од најбоље проучених родова нонавијалних диносауруса. У палеонтолошкој заједници, најприхваћеније су три хипотезе:

### Порекло од тарбосауруса
Тарбосаурус је најближи филогенетски сродник тираносауруса до сада пронађен. Јако је мали број битнијих аутапоморфија код тарбосауруса које га разликују од тираносауруса. Неке битније су:
- Пропорционално дужи и ужи кранијум код тарбосауруса[13][14] (последично и орбиталне фенестре помало померене уназад у односу на тираносаурусове, што је исходовало у мањем видном пољу,
- Пропорционално краћи предњи екстремитети код тарбосауруса[14]
- Корпулентнија грађа код тираносауруса[13]

Ово је навело многе палеонтологе 20. века да тарбосауруса класификују као јуниорског синонима тираносауруса (Tyrannosaurus bataar), али та идеја данас није широко прихваћена у палеонтолошкој заједници.
Сви до сада описани фосилни примерци тарбосауруса потичу из периода око 70 милиона година п. н. е, док је најстарији дефинитивни примерак тираносауруса, недавно описана врста T. mcraeensis, процењен на старост од око 72.7 милиона година. Услед оволико морфолошких сличности и релативног временског поклапања, палеонтолог Фил Кари је још крајем 20. века изнео хипотезу да тираносаурус потиче од тарбосауруса. Ова хипотеза одговара новој студији палеонтолога Стивена Брусатеа из 2016, која о тираносаурусу говори као о инвазивној врсти на подручју Северне Америке, која је највероватније мигрирала из Азије, где је живео тарбосаурус.

### Порекло од јужног северноамеричког тираносаурида
У Северној Америци постојале су две категорије тираносаурида - северни и јужни. Они на северном делу континента, попут дасплетосауруса, албертосауруса и горгосауруса, имали су малу „бразду” на четвртом метатарзалу, коју тираносауриди са јужног дела континента попут тератофонеуса и литронакса нису имали. То имплицира да су се ове две групе у једном тренутку одвојиле, и услед еволуције у изолацији кренуле да развијају неке јединствене карактеристике. Према студији палеонтолога Трејси Томас из 2013, тираносаурус потиче од јужних тираносаурида, који су мигрирали северно, а на то упућује и проналазак фосилних остатака у склопу формације Хол Лејк у Њу Мексику, које студија из јануара 2024. класификује као нову врсту Tyrannosaurus mcraeensis.

### Порекло од дасплетосауруса
До сада најчешће прихваћена хипотеза у палеонтолошкој заједници јесте да тираносаурус потиче од дасплетосауруса. Једине битније морфолошке разлике између ова два рода јесу:
- Пропорционално већи зуби код дасплетосауруса[18][19]
- Пропорционално већи предњи екстремитети код дасплетосауруса[19]
- Пропорционално мања стопала код дасплетосауруса
- Корпулентија грађа код дасплетосауруса[19]

Још 1988. године, палеонтолог Грегори Пол је изнео хипотезу да је тираносаурус настао од дасплетосауруса путем анагенезе, и да је самим тим, дасплетосаурус само јуниорски синоним тираносауруса (пошто је именован након њега). Палеонтолог Џек Хорнер и колеге су 1992. године у формацији Ту Медисин у Монтани пронашли 2-3 примерка тираносаурида, које су идентификовали као „прелазне стадијуме између дасплетосауруса и тираносауруса” и датирали их на 74 милиона година пре нове ере. Фил Кари је те примерке касније идентификовао као трећу врсту дасплетосауруса.
Још 90-их година прошлог века, такође у Монтани у формацији Џудит Ривер пронађена је лакримална кост тираносаурида, која је убрзо заборављена. Палеонтолози Урбан и Ламана су 2006. године коначно описали овај лакримал, и идентификовали су га као тираносаурусов. Проблем је што је кост датирана на 75 милиона година пре нове ере, док је најстарији дефинитивни тираносаурус 72.7 милиона година стар. Неки палеонтолози сматрају да, због старости, ово није био тираносаурус рекс, већ друга, ранија врста рода тираносауруса.
Постоје видне паралеле између тираносаурида из Ту Медисина и потенцијалног тираносауруса из Џудит Ривера - обе животиње су старе око 75 милиона година, пронађене су у Монтани и идентификоване су као преци тираносауруса.

Дасплетосаурус такође поседује орбиталну фенестру која у неку руку представља прелазан облик између орбита код примитивнијих тираносаурида и тираносаурусове орбите.

## Пажња у модерној култури
Сама појава тираносауруса изазива велики страх, а када се на то све додају разне информације о његовој агресивности добија се савршен лик за хорор филм. И управо то је урађено у филму „Парк из доба јуре“ (енгл. JurassicPark) где тираносаурус представља крволочну зверку која је доспела на слободу. На основу имена врсте, тираносаурус рекс (Tirannosaurus rex) изашао је и надимак Ти-рекс (енгл. Т-rex).